# کونال نایر
کونال نایر(به انگلیسی: Kunal Nayyar) (به هندی: कुणाल नैयर) بازیگر هندی است که در انگلستان به دنیا آمده و در دهلی نو بزرگ شده‌است. او به خاطر بازی در نقش راجش کوتراپالی در سریال تئوری بیگ بنگ مشهور شده‌است.او همچنین در فیلم نویسنده بد بازی کرده‌است.